# Dirk Wynants
Dirk Wynants (9 mei 1964) is een Vlaamse meubelontwerper en -maker. 
Hij is de zoon van een meubelmaker en studeerde interieur en meubelontwerp aan het Sint-Lucasinstituut in Gent.
Om de kneepjes van het vak en de markt te leren kennen startte hij als distributeur van internationale design collecties. Al gauw besefte hij dat er op de meubelmarkt nog heel wat mogelijkheden waren, vooral in de sectie buitenmeubelen.
Hij werkte zijn eerste idee uit in zijn garage in 1994. Resultaat was een ronde tafel met vier geïntegreerde banken die elk afzonderlijk van hoogte verstelbaar zijn. Op die manier kunnen kinderen hoger zitten of kan een stuk bank als verlenging van het tafelblad gebruikt worden. Materialen waren aanvankelijk: teak, gegalvaniseerd staal en inox. Het ontwerp kreeg de naam Gargantua. Vandaag wordt in plaats van teak met iroko hout gewerkt.
Het succes was immens en Wynants had de smaak te pakken. Hij richtte Extremis op, een bedrijf in de Westhoek dat eigentijdse buitenmeubelen ontwerpt en fabriceert. Ondertussen heeft Wynants voor Extremis al een twaalftal ontwerpen op zijn naam. Extremis werkte ook samen met andere gerenommeerde internationale ontwerpers.
Wynants won diverse designprijzen (waaronder de Henry van de Velde Prijs, de Interior Innovation Award for best item, de FX award, IF award, Innovation Award, Good Design award, ID Magazine Annual Design Review, Prijs voor Vormgeving van de Provincie West-Vlaanderen, FX international design award, Interior Innovation Award, IMM Köln, Red Dot Award, Henry Van De Velde Label 2006, IF award 2007) en management awards (Zelfstandig Ondernemer van het Jaar 2001, Hermes Prijs 2002, Leeuw van de Export 2002, West @ Work 2006).

## Bier
Voor zijn bedrijf laat Wynants een privé-bier brouwen: Tremist.
- Gemeinsame Normdatei: 1028430604
- International Standard Name Identifier: 0000 0003 8367 8353
- Library of Congress Control Number: no2012136156
- Virtual International Authority File: 270885814
- WorldCat: E39PBJhxjyrgqgXrCRVbgQQrMP